# José António Francisco Lobo da Silveira Quaresma, 1.º Marquês de Alvito
D. José António Francisco Lobo da Silveira Quaresma, 10.º Barão de Alvito, 3.º Conde de Oriola e 1.º Marquês de Alvito (Lisboa, 3 de junho de 1698 – Lisboa, 1 de junho de 1773) foi um militar e nobre português, um dos principais comandantes portugueses na Guerra Fantástica. Foi marechal-general de Portugal, pelo menos desde 1768.

## Biografia
Nasceu em Lisboa a 3 de Junho de 1698, em 1726, casou-se com D. Teresa de Assis Mascarenhas. Em 1742 foi promovido ao posto de capitão do Regimento de Cavalaria de Alcântara. Em 1752 foi nomeado vedor da fazenda da repartição de África.
Foi nomeado gentil-homem da câmara, logo nos princípios do reinado de D. José I, também foi capitão de uma das companhias do Regimento de Cavalaria do Cais, de que era coronel o Marquês de Marialva, mantendo-se nesse posto até 1757, ano em que foi substituído pelo seu filho, D. Fernando José Lobo da Silveira Quaresma.
Em 1758 foi nomeado membro do Conselho de Guerra e promovido ao posto de mestre de campo general, e em 1761 foi nomeado governador das armas da Corte e da Província da Estremadura.
Em 1762 foi promovido ao posto de marechal do exército e a governador das armas da Província do Alentejo, concentrou o exército na região de Abrantes e com a chegada das forças auxiliares britânicas entregou o comando-geral ao Conde de Lippe, mas ficou encarregado de cuidar das questões da retaguarda, recrutamento, fardamento, transportes e mantimentos, coisas que conseguiu fazer com sucesso.
Foi feito Marquês de Alvito pela portaria de 31 de Maio e carta de 4 de Junho de 1766, e pelo menos desde 1768 já era tratado pelo posto de marechal-general. Faleceu em Lisboa, a 1 de Junho de 1773.